# Peter Scott (Skirennläufer)
Peter Scott (* 27. November 1990 in Kapstadt) ist ein südafrikanischer Skirennläufer. Er startete hauptsächlich in den technischen Disziplinen Riesenslalom und Slalom.

## Karriere
Scott wurde in Kapstadt geboren, jedoch zog er mit seiner Familie im Alter von neun Jahren nach Frankreich, wo er das Skifahren erlernte. Später zog seine Familie innerhalb Frankreichs nach Gazave um ihm ein besseres Training zu ermöglichen. Er gab sein internationales Renndebüt am 2. Februar 2008 bei einem FIS-Riesenslalom in Vall de Boí.
Ein Jahr später bestritt Scott bereits eine ersten Weltmeisterschaften, wobei er als beste Klassierung im Slalom Platz 57 belegte. 2010 nahm Scott zum ersten und einzigen Mal an Olympischen Winterspielen teil. In Vancouver schied er jedoch im ersten Durchgang des Riesenslaloms aus.
Seine letzten Rennen bestritt Scott bei den Andorranischen Meisterschaften im April 2012, seitdem ist er nicht mehr als Rennläufer in Erscheinung getreten.

## Erfolge

### Olympische Winterspiele
- Vancouver 2010: DNF Riesenslalom

### Weltmeisterschaften
- Val d’Isère 2009: 57. Slalom, 75. Riesenslalom
- Garmisch-Partenkirchen 2011: 64. Riesenslalom, DNQ Slalom

### Weitere Erfolge
- Eine Platzierung unter den besten 10 bei einem FIS-Rennen